# Асікаґа Йосіакіра
Асікáґа Йосіакíра (яп. 足利義詮; нар. 4 липня 1330— пом. 28 грудня 1367) — 2-й сьоґун сьоґунату Муроматі. Правив з 1358 по 1367 роки. Був сином Асікаґи Такаудзі, засновника сьоґунату Муроматі.
Провів дитинство у місті Камакура, як заручних роду регентів Ходзьо. Він приєднався до військ батька у 1333 році, які вирушили до Кіото і перейшов разом із ними на сторону повсталого імператора Ґо-Дайґо. Під час «реставрації Кемму» Йосіакіра перебував у Камакурі.
У 1358, після смерті Асікаґи Такаудзі, прийняв титул сьоґуна. Хоча на початку його правління країна розкололася на ряд удільних володінь, починаючи з 1363 року разом із умиротворенням роду Ямада, йому вдалося стабілізувати ситуацію і зберегти цілісність Японської держави.
У 1368 помер, передавши титул сьоґуна своєму сину Асіказі Йосіміцу.